# Szemenye, Vas
Szemenye  este un sat în districtul Vasvár, județul Vas, Ungaria, având o populație de 320 de locuitori (2011). 

## Demografie
Componența etnică a satului Szemenye
     Maghiari (100%)
Componența confesională a satului Szemenye
     Romano-catolici (80,63%)
     Fără religie (1,88%)
     Reformați (1,25%)
     Necunoscută (15,31%)
     Greco-catolici (0,94%)
Conform recensământului din 2011, satul Szemenye avea 320 de locuitori. Din punct de vedere etnic, majoritatea locuitorilor (100,0%) erau maghiari.  Din punct de vedere confesional, majoritatea locuitorilor (80,63%) erau romano-catolici, existând și minorități de persoane fără religie (1,88%) și reformați (1,25%). Pentru 15,31% din locuitori nu este cunoscută apartenența confesională.